# Iglesia de Nuestra Señora de la Concepción (Muxima)
La Iglesia de Nuestra Señora de la Concepción de Muxima (en portugués: Igreja da Nossa Senhora da Conceição da Muxima) se encuentra en el distrito Muxina de la provincia de Bengo, el oeste de Angola.
La iglesia de estilo colonial portugués del siglo XVI fue un centro importante en el comercio de esclavos portugueses en Angola.

## Historia
La iglesia se encuentra en la orilla izquierda del río Cuanza, y es contemporánea de la Fortaleza de C`Muxima' 7. El pueblo de Muxina fue ocupado por los portugueses en 1589 y diez años más tarde (1599), se fundó la Fortaleza y se construyó la iglesia con una oración invocando la bendición divina de «Nossa Senhora da Muxirna».
Muxima fue un importante imperio de tráfico de esclavos, protegido por la Fortaleza, y la iglesia jugó un papel importante en la materialización del tráfico, ya que fue en este local religioso, donde los esclavos fueron bautizados antes de ser deportados.

## Arquitectura
Es un edificio espacioso y fuerte, con una arquitectura severa, típicamente portuguesa, construida sobre el río Cuanza. Fue incendiada por los holandeses coloniales en 1641, cuando capturaron Muxima. Más tarde, se modificó. El santuario, con una imagen de la Virgen, ha sido un lugar de gran devoción para los peregrinos cristianos durante generaciones.
Fue clasificado como Monumento Nacional por el Decreto Provincial Portugués n.º 2, el 12 de enero de 1924. Está relativamente bien conservada y pertenece a la Iglesia católica. La responsabilidad de su mantenimiento y conservación incumbe al Ministerio de Cultura.

## Lista Tentativa del Patrimonio Mundial
Este sitio fue inscrito en la Lista Tentativa del Patrimonio Mundial de la UNESCO el 22 de noviembre de 1996 en la categoría Cultural.